# Liga da CONCACAF de 2019
A Liga da CONCACAF de 2019 (oficialmente Liga CONCACAF Scotiabank 2019 por questões de patrocínio) foi a terceira edição da competição que é disputada por equipes da América Central, Caribe e do Canadá.
O torneio foi expandido de 16 para 22 clubes para esta edição de 2019. Cinco equipes da América Central que anteriormente se classificavam para a Liga dos Campeões da CONCACAF, agora se classificam para a Liga da CONCACAF, enquanto uma equipe canadense que disputa a Canadian Premier League também entra na competição. Além disso, seis equipes se classificam para a Liga dos Campeões da CONCACAF vindas da Liga da CONCACAF, significando que o campeão e os próximos cinco melhores times irão se classificar para a Liga dos Campeões da CONCACAF de 2020.

## Qualificação
Um total de 22 equipes participaram da competição:
- 18 equipes das sete associações da América Central.
- 3 equipes de no máximo três associações do Caribe.
- 1 equipe de uma associação da América do Norte.

## Equipes classificadas
As seguintes 22 equipes se classificaram para a competição.
- Dez equipes entram nas oitavas de final: duas de cada da Costa Rica, Honduras e Panamá; e uma de cada de El Salvador, Guatemala, Nicarágua e do Caribe.
- Doze equipes entram na fase preliminar: Duas de cada de El Salvador, Guatemala e do Caribe; e uma de cada do Canadá, Costa Rica, Honduras, Panamá, Nicarágua e Belize.

| Associação                  | Equipe                      | Fase de entrada             | Método de qualificação                                                         |
| América do Norte (1 equipe) | América do Norte (1 equipe) | América do Norte (1 equipe) | América do Norte (1 equipe)                                                    |
| --------------------------- | --------------------------- | --------------------------- | ------------------------------------------------------------------------------ |
| Canadá (1 vaga)             | Forge FC                    | Fase preliminar             | Vencedor do playoff para a Liga da CONCACAF da Canadian Premier League de 2019 |

| Associação                   | Equipe                       | Fase de entrada              | Método de qualificação                                                                                  |
| América Central (18 equipes) | América Central (18 equipes) | América Central (18 equipes) | América Central (18 equipes)                                                                            |
| ---------------------------- | ---------------------------- | ---------------------------- | --- |
| Costa Rica 2 + 1 vagas       | San Carlos                   | Oitavas de final             | Campeão com a melhor campanha no agregado no Campeonato Costarriquenho de 2018–19 (Clausura de 2019)    |
| Costa Rica 2 + 1 vagas       | Herediano                    | Oitavas de final             | Campeão com a pior campanha no agregado no Campeonato Costarriquenho de 2018–19 (Apertura de 2018)      |
| Costa Rica 2 + 1 vagas       | Saprissa                     | Fase preliminar              | Não-campeão com a melhor campanha agregada no Campeonato Costarriquenho de 2018–19                      |
| Honduras 2 + 1 vagas         | Motagua                      | Oitavas de final             | Campeão – Apertura de 2018 Campeão – Clausura de 2019                                                   |
| Honduras 2 + 1 vagas         | Olimpia                      | Oitavas de final             | Vice-campeão – Apertura de 2018 Vice-campeão – Clausura de 2019                                         |
| Honduras 2 + 1 vagas         | Marathón                     | Fase preliminar              | Semifinalista com a melhor campanha agregada no Campeonato Hondurenho de 2018–19 (Clausura de 2019)     |
| Panamá 2 + 1 vagas           | Tauro                        | Oitavas de final             | Campeão com a melhor campanha agregada no Campeonato Panamenho de Futebol de 2018–19 (Apertura de 2018) |
| Panamá 2 + 1 vagas           | Independiente                | Oitavas de final             | Campeão com a pior campanha agregada no Campeonato Panamenho de Futebol de 2018–19 (Clausura de 2019)   |
| Panamá 2 + 1 vagas           | San Francisco                | Fase preliminar              | Vice-campeão com a melhor campanha agregada no Campeonato Panamenho de 2018–19 (Clausura de 2019)       |
| El Salvador 1 + 2 vagas      | Águila                       | Oitavas de final             | Campeão com a melhor campanha agregada no Campeonato Salvadorenho de 2018–19 (Clausura de 2019)         |
| El Salvador 1 + 2 vagas      | Santa Tecla                  | Fase preliminar              | Campeão com a pior campanha agregada no Campeonato Salvadorenho de 2018–19 (Apertura de 2018)           |
| El Salvador 1 + 2 vagas      | Alianza                      | Fase preliminar              | Vice-campeão – Apertura de 2018 \|Vice-campeão – Clausura de 2019                                       |
| Guatemala 1 + 2 vagas        | Guastatoya                   | Oitavas de final             | Campeão com a melhor campanha agregada no Campeonato Guatemalteco de 2018–19 (Apertura de 2018)         |
| Guatemala 1 + 2 vagas        | Antigua GFC                  | Fase preliminar              | Campeão com a pior campanha agregado no Campeonato Guatemalteco de 2018–19 (Clausura de 2019)           |
| Guatemala 1 + 2 vagas        | Comunicaciones               | Fase preliminar              | Vice-campeão com a melhor campanha agregada no Campeonato Guatemalteco de 2018–19 (Apertura de 2018)    |
| Nicarágua 1 + 1 vagas        | Managua                      | Oitavas de final             | Campeão com a melhor campanha agregada no Campeonato Nicaraguense de 2018–19 (Apertura de 2018)         |
| Nicarágua 1 + 1 vagas        | Real Estelí                  | Fase preliminar              | Campeão com a pior campanha agregada no Campeonato Nicaraguense de 2018–19 (Clausura de 2019)           |
| Belize 1 vaga                | Belmopan Bandits             | Fase preliminar              | Campeão com a melhor campanha agregada no Campeonato Belizenho de 2018–19 (Abertura de 2018)            |

| Associação         | Equipe             | Fase de entrada    | Método de qualificação                                       |
| Caribe (3 equipes) | Caribe (3 equipes) | Caribe (3 equipes) | Caribe (3 equipes)                                           |
| ------------------ | ------------------ | ------------------ | ------------------------------------------------------------ |
| Jamaica            | Waterhouse         | Oitavas de final   | Vice-campeão – Campeonato de Clubes Caribenhos de 2019       |
| Haiti              | Capoise            | Fase preliminar    | Terceiro-lugar – Campeonato de Clubes Caribenhos de 2019     |
| Suriname           | Robinhood          | Fase preliminar    | Vencedor – Playoff Caribenho para a Liga da CONCACAF de 2019 |

## Sorteio
O sorteio foi realizado em 30 de maio de 2019 na Cidade da Guatemala, Guatemala.
Seguindo o ranking de clubes da CONCACAF, a distribuição das equipes através dos potes se deu da seguinte maneira:
| Pote   | Ranking | Pontos           | Equipe        |
| Pote 1 |         |                  |               |
| ------ | ------- | ---------------- | ------------- |
| Pote 1 | 1       | 32.5             | Santa Tecla   |
| Pote 1 | 2       | 26               | San Francisco |
| Pote 1 | 3       | 23.5             | Marathón      |
| Pote 1 | 4       | 23.5             | Capoise       |
| Pote 1 | 5       | 22               | Antigua GFC   |
| Pote 1 | 6       | 21.5             | Saprissa      |
| Pote 2 |         |                  |               |
| 7      | 16      | Belmopan Bandits |               |
| 8      | 15      | Alianza          |               |
| 9      | 11.5    | Real Estelí      |               |
| 10     | 7       | Robinhood        |               |
| 11     | 0       | Comunicaciones   |               |
| 12     | 0       | Forge FC         |               |

| 1      | 54                         | Tauro                      |                            |                            |                            |                            |                            |                            |
| 2      | 26                         | Herediano                  |                            |                            |                            |                            |                            |                            |
| 3      | 47.5                       | Independiente              |                            |                            |                            |                            |                            |                            |
| 4      | 45                         | Motagua                    |                            |                            |                            |                            |                            |                            |
| 5      | 42                         | San Carlos                 |                            |                            |                            |                            |                            |                            |
| 6      | 35                         | Olimpia                    |                            |                            |                            |                            |                            |                            |
| 7      | 32                         | Águila                     |                            |                            |                            |                            |                            |                            |
| 8      | 32                         | Guastatoya                 |                            |                            |                            |                            |                            |                            |
| Pote 2 |                            |                            |                            |                            |                            |                            |                            |                            |
| 9      | 29                         | Waterhouse                 |                            |                            |                            |                            |                            |                            |
| 10     | 26.5                       | Managua                    |                            |                            |                            |                            |                            |                            |
| 11     | Vencedor fase preliminar 1 | Vencedor fase preliminar 1 | Vencedor fase preliminar 1 | Vencedor fase preliminar 1 | Vencedor fase preliminar 1 | Vencedor fase preliminar 1 | Vencedor fase preliminar 1 | Vencedor fase preliminar 1 |
| 12     | Vencedor fase preliminar 2 | Vencedor fase preliminar 2 | Vencedor fase preliminar 2 | Vencedor fase preliminar 2 | Vencedor fase preliminar 2 | Vencedor fase preliminar 2 | Vencedor fase preliminar 2 | Vencedor fase preliminar 2 |
| 13     | Vencedor fase preliminar 3 | Vencedor fase preliminar 3 | Vencedor fase preliminar 3 | Vencedor fase preliminar 3 | Vencedor fase preliminar 3 | Vencedor fase preliminar 3 | Vencedor fase preliminar 3 | Vencedor fase preliminar 3 |
| 14     | Vencedor fase preliminar 4 | Vencedor fase preliminar 4 | Vencedor fase preliminar 4 | Vencedor fase preliminar 4 | Vencedor fase preliminar 4 | Vencedor fase preliminar 4 | Vencedor fase preliminar 4 | Vencedor fase preliminar 4 |
| 15     | Vencedor fase preliminar 5 | Vencedor fase preliminar 5 | Vencedor fase preliminar 5 | Vencedor fase preliminar 5 | Vencedor fase preliminar 5 | Vencedor fase preliminar 5 | Vencedor fase preliminar 5 | Vencedor fase preliminar 5 |
| 16     | Vencedor fase preliminar 6 | Vencedor fase preliminar 6 | Vencedor fase preliminar 6 | Vencedor fase preliminar 6 | Vencedor fase preliminar 6 | Vencedor fase preliminar 6 | Vencedor fase preliminar 6 | Vencedor fase preliminar 6 |

## Calendário
O calendário da competição é o seguinte:
| Rodada           | Partida de ida            | Partida de volta |
| ---------------- | ------------------------- | ---------------- |
| Fase preliminar  | 30 de julho – 1 de agosto | 6–8 de agosto    |
| Oitavas de final | 20–22 de agosto           | 27–29 de agosto  |
| Quartas de final | 24–26 de setembro         | 1–3 de outubro   |
| Semifinais       | 22–24 de outubro          | 29–31 de outubro |
| Finais           | 6 de novembro             | 26 de novembro   |

- Os horários das partidas até 2 de novembro (rodada preliminar, oitavas de final, quartas de final e semifinais) seguem o fuso horário UTC−04:00.
- Após isso (finais) seguem o fuso horário UTC−05:00.

## Fase preliminar
As partidas de ida foram disputadas entre os dias 30 de julho e 1 de agosto, e as partidas de volta entre 6 e 8 de agosto.
| Equipe 1         | Total    | Equipe 2      | 1.º jogo | 2.º jogo |
| ---------------- | -------- | ------------- | -------- | -------- |
| Alianza          | 6–1      | San Francisco | 5–1      | 1–0      |
| Robinhood        | 1–1 (gf) | Capoise       | 0–0      | 1–1      |
| Belmopan Bandits | 2–6      | Saprissa      | 1–3      | 1–3      |
| Forge FC         | 2–1      | Antigua GFC   | 2–1      | 0–0      |
| Comunicaciones   | 3–2      | Marathón      | 2–1      | 1–1      |
| Real Estelí      | 2–2 (gf) | Santa Tecla   | 2–1      | 0–1      |

### Partidas de ida
| 30 de julho | Real Estelí              | 2 – 1     | Santa Tecla     | Estádio Nacional, Manágua   |
| 22:00       | Barroca 8' · Barrera 59' | Relatório | Flores Jaco 34' | Árbitro: USA Rubiel Vázquez |

| 31 de julho | Robinhood | 0 – 0     | Capoise | André Kamperveen Stadion, Paramaribo |
| 20:00       |           | Relatório |         | Árbitro: JAM Okeito Nicholson        |

| 31 de julho | Belmopan Bandits | 1 – 3     | Saprissa                            | Estádio Isidoro Beaton, Belmopan |
| 22:00       | James 34'        | Relatório | Ugalde 13', 44' · Venegas 42' (pen) | Árbitro: NCA Nitzar Sandoval     |

| 1 de agosto | Forge FC                      | 2 – 1     | Antigua GFC | Tim Hortons Field, Hamilton        |
| 18:00       | Krutzen 46' · Choinière 90+1' | Relatório | Pacheco 33' | Árbitro: CRC Juan Gabriel Calderón |

| 1 de agosto | Alianza                                                                      | 5 – 1     | San Francisco | Estádio Cuscatlán, San Salvador |
| 20:00       | Jiménez 15' · Peñaranda 25' · Cabrera 35' (g.c.) · Monterrosa 75' · Soto 81' | Relatório | Cabrera 42'   | Árbitro: GUA Bryan López        |

| 1 de agosto | Comunicaciones            | 2 – 1     | Marathón  | Estádio Doroteo Guamuch Flores, Cidade da Guatemala |
| 22:00       | Gordillo 47' · Vargas 54' | Relatório | Solano 5' | Árbitro: JAM Oshane Nation                          |

### Partidas de volta
| 6 de agosto | Santa Tecla | 1 – 0     | Real Estelí | Estádio Las Delicias, Santa Tecla |
| 22:00       | Polo 9'     | Relatório |             | Árbitro: SKN Tristley Bassue      |

2–2 no placar agregado. Santa Tecla venceu pela regra do gol fora de casa.
| 7 de agosto | Capoise      | 1 – 1     | Robinhood | Stade Sylvio Cator, Porto Príncipe |
| 20:00       | Valcourt 22' | Relatório | Alan 79'  | Árbitro: GRN Reon Radix            |

1–1 no placar agregado. Robinhood venceu pela regra do gol fora de casa.
| 7 de agosto | Saprissa                                        | 3 – 1     | Belmopan Bandits | Estádio Ricardo Saprissa Aymá, Tibás |
| 22:00       | Martínez 54' · Bolaños 83' · Ugalde 90+3' (pen) | Relatório | Martínez 38'     | Árbitro: PUR José Raúl Torres        |

Saprissa venceu por 6–2 no placar agregado.
| 8 de agosto | Antigua GFC | 0 – 0     | Forge FC | Estádio Doroteo Guamuch Flores, Cidade da Guatemala |
| 20:00       |             | Relatório |          | Árbitro: DOM Randy Solano                           |

Forge FC venceu por 2–1 no placar agregado.
| 8 de agosto | San Francisco | 0 – 1     | Alianza   | Estádio Agustín Sánchez, La Chorrera |
| 20:00       |               | Relatório | Cerén 77' | Árbitro: MEX Diego Montaño           |

Alianza venceu por 6–1 no placar agregado.
| 8 de agosto | Marathón     | 1 – 1     | Comunicaciones | Estádio Olímpico Metropolitano, San Pedro Sula |
| 22:00       | Arboleda 80' | Relatório | Hernández 89'  | Árbitro: SLV Ismael Cornejo                    |

Comunicaciones venceu por 3–2 no placar agregado.

## Oitavas de final
As partidas de ida foram disputadas entre os dias 20 e 22 de agosto, e as partidas de volta entre 27 e 29 de agosto.
| Equipe 1       | Total       | Equipe 2      | 1.º jogo | 2.º jogo |
| -------------- | ----------- | ------------- | -------- | -------- |
| Managua        | 2–3         | Motagua       | 1–2      | 1–1      |
| Waterhouse     | 2–2 (7–6 p) | Herediano     | 1–1      | 1–1      |
| Santa Tecla    | 0–0 (2–4 p) | San Carlos    | 0–0      | 0–0      |
| Alianza        | 2–1         | Tauro         | 2–0      | 0–1      |
| Robinhood      | 2–3         | Independiente | 1–1      | 1–2      |
| Saprissa       | 2–1         | Águila        | 2–0      | 0–1      |
| Comunicaciones | 2–1         | Guastatoya    | 2–1      | 0–0      |
| Forge FC       | 2–4         | Olimpia       | 1–0      | 1–4      |

### Partidas de ida
| 20 de agosto | Santa Tecla | 0 – 0     | San Carlos | Estádio Las Delicias, Santa Tecla |
| 20:00        |             | Relatório |            | Árbitro: PAN Oliver Vergara       |

| 20 de agosto | Robinhood   | 1 – 1     | Independiente     | André Kamperveen Stadion, Paramaribo |
| 20:00        | Cairo 90+3' | Relatório | Fajardo 78' (pen) | Árbitro: ARU Ricangel de Leça        |

| 20 de agosto | Managua     | 1 – 2     | Motagua                            | Estádio Nacional, Manágua |
| 22:00        | Gállego 51' | Relatório | Fuentes 19' (g.c.) · Maldonado 59' | Árbitro: PAN John Pitti   |

| 21 de agosto | Comunicaciones                   | 2 – 1     | Guastatoya   | Estádio Doroteo Guamuch Flores, Cidade da Guatemala |
| 20:00        | Herrera 53' (pen) · Gordillo 79' | Relatório | Herrarte 17' | Árbitro: CRC Benjamín Pineda                        |

| 21 de agosto | Saprissa                            | 2 – 0     | Águila | Estádio Ricardo Saprissa Aymá, Tibás |
| 22:00        | Venegas 38' (pen) · Barrantes 45+2' | Relatório |        | Árbitro: CAN David Gantar            |

| 22 de agosto | Waterhouse  | 1 – 1     | Herediano | Independence Park, Kingston |
| 18:00        | Fletcher 3' | Relatório | Brown 17' | Árbitro: PAN José Kellys    |

| 22 de agosto | Forge FC | 1 – 0     | Olimpia | Tim Hortons Field, Hamilton   |
| 20:00        | Nanco 4' | Relatório |         | Árbitro: MEX José Raúl Torres |

| 22 de agosto | Alianza                    | 2 – 0     | Tauro | Estádio Cuscatlán, San Salvador |
| 22:00        | Peñaranda 38' · Mancía 57' | Relatório |       | Árbitro: GUA Walter López       |

### Partidas de volta
| 27 de agosto | San Carlos | 0 – 0     | Santa Tecla | Estádio Alejandro Morera Soto, Alajuela |
| 20:00        |            | Relatório |             | Árbitro: MEX Jorge Antonio Pérez        |

|                                         |       | Penalidades                           |  |
| Saborío Ramírez Rodríguez Pérez Arrieta | 4 – 2 | Cienfuegos Torres Domínguez E. Rivera |  |

0–0 no placar agregado. San Carlos venceu na disputa por pênaltis.
| 27 de agosto | Independiente           | 2 – 1     | Robinhood   | Estádio Agustín Sánchez, La Chorrera |
| 20:00        | Ayarza 8' · Fajardo 35' | Relatório | Rosebel 78' | Árbitro: SKN Tristley Bassue         |

Independiente venceu por 3–2 no placar agregado.
| 27 de agosto | Motagua           | 1 – 1     | Managua     | Estádio Olímpico Metropolitano, San Pedro Sula |
| 22:00        | Moreira 37' (pen) | Relatório | Peralta 16' | Público: 0 Árbitro: SLV Ismael Cornejo         |

Motagua venceu por 3–2 no placar agregado.
| 28 de agosto | Guastatoya | 0 – 0     | Comunicaciones | Estádio Doroteo Guamuch Flores, Cidade da Guatemala |
| 20:00        |            | Relatório |                | Árbitro: JAM Oshane Nation                          |

Comunicaciones venceu por 2–1 no placar agregado.
| 28 de agosto | Águila       | 1 – 0     | Saprissa | Estádio Cuscatlán, San Salvador |
| 22:00        | Castillo 78' | Relatório |          | Árbitro: MEX Adonai Escobedo    |

Saprissa venceu por 2–1 no placar agregado.
| 29 de agosto | Herediano | 1 – 1     | Waterhouse | Estádio Eladio Rosabal Cordero, Heredia |
| 20:00        | Tejeda 2' | Relatório | Murray 28' | Árbitro: PAN Oliver Vergara             |

|                                                                     |       | Penalidades                                                           |  |
| Magaña González Tejeda Torres Rodríguez Álvarez Soto Brown Alvarado | 6 – 7 | Stewart Simpson Finlayson Binns Williams Miller Murray Lawes Chambers |  |

2–2 no placar agregado. Waterhouse venceu na disputa por pênaltis.
| 29 de agosto | Tauro      | 1 – 0     | Alianza | Estádio Rommel Fernández, Cidade do Panamá |
| 20:00        | Góndola 4' | Relatório |         | Árbitro: USA Jair Marrufo                  |

Alianza venceu por 2–1 no placar agregado.
| 29 de agosto | Olimpia                                              | 4 – 1     | Forge FC      | Estádio Olímpico Metropolitano, San Pedro Sula |
| 22:00        | Ferrari 30' · Flores 42' · Lacayo 75' · Bengtson 79' | Relatório | Choinière 88' | Público: 0 Árbitro: CRC Henry Bejarano         |

Olimpia venceu por 4–2 no placar agregado.

## Quartas de final
As partidas de ida foram disputadas entre os dias 24 e 26 de setembro, e as partidas de volta entre 1 e 3 de outubro.
| Equipe 1   | Total | Equipe 2       | 1.º jogo | 2.º jogo |
| ---------- | ----- | -------------- | -------- | -------- |
| Waterhouse | 0–2   | Motagua        | 0–2      | 0–0      |
| Alianza    | 2–1   | San Carlos     | 2–0      | 0–1      |
| Saprissa   | 4–2   | Independiente  | 3–2      | 1–0      |
| Olimpia    | 2–0   | Comunicaciones | 2–0      | 0–0      |

### Partidas de ida
| 24 de setembro | Saprissa                        | 3 – 2     | Independiente            | Estádio Ricardo Saprissa Aymá, Tibás |
| 22:00          | Venegas 17', 45+1', 90+2' (pen) | Relatório | Aguilar 48' · Browne 61' | Árbitro: SLV Iván Barton             |

| 25 de setembro | Waterhouse | 0 – 2     | Motagua                 | Independence Park, Kingston |
| 22:00          |            | Relatório | Pereira 66' · López 71' | Árbitro: GRN Reon Radix     |

| 26 de setembro | Alianza                        | 2 – 0     | San Carlos | Estádio Cuscatlán, San Salvador |
| 20:00          | Peñaranda 16' · Monterrosa 68' | Relatório |            | Árbitro: PAN John Pitti         |

| 26 de setembro | Olimpia                  | 2 – 0     | Comunicaciones | Estádio Olímpico Metropolitano, San Pedro Sula |
| 22:00          | Garrido 1' · Alvarado 5' | Relatório |                | Público: 0 Árbitro: USA Armando Villarreal     |

### Partidas de volta
| 1 de outubro | Independiente | 0 – 1     | Saprissa    | Estádio Agustín Sánchez, La Chorrera |
| 22:00        |               | Relatório | Venegas 56' | Árbitro: SLV Ismael Cornejo          |

Saprissa venceu por 4–2 no placar agregado.
| 2 de outubro | Motagua | 0 – 0     | Waterhouse | Estádio Olímpico Metropolitano, San Pedro Sula |
| 22:00        |         | Relatório |            | Público: 0 Árbitro: GUA Walter López           |

Motagua venceu por 2–0 no placar agregado.
| 3 de outubro | San Carlos | 1 – 0     | Alianza | Estádio Alejandro Morera Soto, Alajuela |
| 20:00        | Brenes 87' | Relatório |         | Árbitro: GUA Mario Escobar              |

Alianza venceu por 2–1 no placar agregado.
| 3 de outubro | Comunicaciones | 0 – 0     | Olimpia | Estádio Doroteo Guamuch Flores, Cidade da Guatemala |
| 22:00        |                | Relatório |         | Árbitro: MEX Adonai Escobedo                        |

Olimpia venceu por 2–0 no placar agregado.

## Semifinais
As equipes com as melhores campanhas nas fases anteriores (excluindo a fase preliminar) jogaram a partida de volta em casa. As partidas de ida foram disputadas no dia 24 de outubro, e as partidas de volta em 31 de outubro.
| Equipe 1 | Total | Equipe 2 | 1.º jogo | 2.º jogo |
| -------- | ----- | -------- | -------- | -------- |
| Alianza  | 1–4   | Motagua  | 1–1      | 0–3      |
| Olimpia  | 3–4   | Saprissa | 2–0      | 1–4      |

### Partidas de ida
| 24 de outubro | Olimpia           | 2 – 0     | Saprissa | Estádio Olímpico Metropolitano, San Pedro Sula |
| 20:00         | Benguché 24', 80' | Relatório |          | Público: 0 Árbitro: SLV Ismael Cornejo         |

| 24 de outubro | Alianza         | 1 – 1     | Motagua   | Estádio Cuscatlán, San Salvador |
| 22:00         | Peñaranda 45+2' | Relatório | Montes 4' | Árbitro: PAN José Kellys        |

### Partidas de volta
| 31 de outubro | Motagua                                  | 3 – 0     | Alianza | Estádio Olímpico Metropolitano, San Pedro Sula |
| 20:00         | Vega 31' · Montes 36' · Estigarribia 88' | Relatório |         | Público: 0 Árbitro: MEX Fernando Guerrero      |

Motagua venceu por 4–1 no placar agregado.
| 31 de outubro | Saprissa                                     | 4 – 1     | Olimpia     | Estádio Ricardo Saprissa Aymá, Tibás |
| 22:00         | Ugalde 32' · Angulo 69', 89' · Ramírez 90+4' | Relatório | Álvarez 62' | Árbitro: USA Ismail Elfath           |

Saprissa venceu por 4–3 no placar agregado.

## Final
Na final a equipe com melhor campanha nas fases anteriores (excluindo a fase preliminar) joga a partida de volta em casa. A partida de ida foi disputada no dia 7 de novembro e a partida de volta em 26 de novembro.
| Equipe 1 | Total | Equipe 2 | 1.º jogo | 2.º jogo |
| -------- | ----- | -------- | -------- | -------- |
| Saprissa | 1–0   | Motagua  | 1–0      | 0–0      |

### Partida de ida
| 7 de novembro | Saprissa    | 1 – 0     | Motagua | Estádio Ricardo Saprissa Aymá, Tibás |
| 21:00         | Venegas 19' | Relatório |         | Árbitro: JAM Daneon Parchment        |

### Partida de volta
| 26 de novembro | Motagua | 0 – 0     | Saprissa | Estádio Tiburcio Carías Andino, Tegucigalpa |
| 21:00          |         | Relatório |          | Árbitro: MEX César Arturo Ramos             |

## Premiação
| Liga da CONCACAF de 2019      |
| Costa Rica                    |
| ----------------------------- |
| Saprissa Campeão (1.º título) |

## Qualificação para a Liga dos Campeões da CONCACAF
Começando das oitavas de final, as equipes serão ranqueadas (excluindo a fase preliminar) utilizando o seguinte critério:
1. Pontos;
2. Saldo de gols;
3. Gols marcados;
4. Gols marcados fora de casa;
5. Vitórias;
6. Vitórias fora de casa;
7. Pontos disciplinares (1 ponto para cartão amarelo, 3 pontos para cartão vermelho indireto, 4 pontos para cartão vermelho direto, 5 pontos para cartão amarelo e cartão vermelho direto)
8. Sorteio

Baseado neste ranking, os seis melhores colocados se classificaram para a Liga dos Campeões da CONCACAF de 2020.
| Pos. | Equipe         | Pts | J | V | E | D | GP | GC | SG |
| ---- | -------------- | --- | - | - | - | - | -- | -- | -- |
| 1    | Saprissa       | 16  | 8 | 5 | 1 | 2 | 11 | 6  | +4 |
| 2    | Motagua        | 13  | 8 | 3 | 4 | 1 | 9  | 4  | +5 |
| 3    | Olimpia        | 10  | 6 | 3 | 1 | 2 | 9  | 6  | +3 |
| 4    | Alianza        | 7   | 6 | 2 | 1 | 3 | 5  | 6  | –1 |
| 5    | San Carlos     | 7   | 4 | 2 | 1 | 1 | 1  | 2  | –1 |
| 6    | Comunicaciones | 5   | 4 | 1 | 2 | 1 | 2  | 3  | –1 |
| 7    | Waterhouse     | 5   | 4 | 1 | 2 | 1 | 2  | 4  | –2 |
| 8    | Independiente  | 4   | 4 | 1 | 1 | 2 | 5  | 6  | –1 |
| 9    | Águila         | 3   | 2 | 1 | 0 | 1 | 1  | 2  | –1 |
| 10   | Tauro          | 3   | 2 | 1 | 0 | 1 | 1  | 2  | –1 |
| 11   | Forge FC       | 3   | 2 | 1 | 0 | 1 | 2  | 4  | –2 |
| 12   | Herediano      | 1   | 2 | 0 | 1 | 1 | 2  | 2  | 0  |
| 13   | Santa Tecla    | 1   | 2 | 0 | 1 | 1 | 0  | 0  | 0  |
| 14   | Robinhood      | 1   | 2 | 0 | 1 | 1 | 2  | 3  | –1 |
| 15   | Managua        | 1   | 2 | 0 | 1 | 1 | 2  | 3  | –1 |
| 16   | Guastatoya     | 1   | 2 | 0 | 1 | 1 | 1  | 2  | –1 |